# Thorsten Hoffmann
Thorsten Hoffmann (* 5. Februar 1961 in Castrop-Rauxel) ist ein deutscher Politiker (CDU) aus Dortmund. Vom 1. Januar 2015 bis zum 24. September 2017 war er Mitglied des Deutschen Bundestages. Ende Februar 2019 wurde er vom Landeskabinett NRW zum ersten Polizeibeauftragten des Landes Nordrhein-Westfalen bestellt.

## Leben und Beruf
Im Jahr 1980 trat Thorsten Hoffmann in den Polizeidienst ein. Zwei Jahre später legte er seine Fachprüfung für den mittleren Polizeivollzugsdienst ab. Im Jahr 1990 folgte die Fachprüfung für den gehobenen Polizeidienst an der Fachhochschule für öffentliche Verwaltung Dortmund mit dem Abschluss als Diplom-Verwaltungswirt (FH). Auf Fahndertätigkeiten bei der Polizei Dortmund folgte die Abordnung zu den Landeskriminalämtern von Thüringen und Bayern. Von 1995 bis 2014 war Thorsten Hoffmann wieder beim Polizeipräsidium Dortmund tätig. Zunächst in der Fahndung, später unter anderem als Koordinator zwischen Stadtverwaltung und Polizei und als Leiter des Einsatztrupps Ordnungspartnerschaften. Während seiner Zeit als Fahnder hat er über 2.000 Personen festgenommen. Im Februar 2019 wurde Thorsten Hoffmann vom Kabinett Laschet zum Polizeibeauftragten des  Landes Nordrhein-Westfalen bestellt.

## Partei
Hoffmann trat 1999 in die CDU ein. Von 2004 bis 2009 war er Mitglied der Bezirksvertretung Dortmund-Hombruch. Im Jahr 2009 wurde er direkt in den Rat der Stadt Dortmund gewählt, dem er bis heute ehrenamtlich angehört. Im Stadtrat arbeitet er in den Ausschüssen für Soziales, Arbeit und Gesundheit, sowie im Ausschuss für Wirtschaftsförderung, Beschäftigungsförderung, Europa, Wissenschaft und Forschung mit. Thorsten Hoffmann ist Mitglied im Integrationsrat Dortmund. Er ist seit 2011 Vorsitzender der CDU im Stadtbezirk Dortmund-Hombruch und war von 2014 bis Ende 2023 Vorsitzender der CDU Ortsunion Dortmund-Kirchhörde.
Bei der Bundestagswahl am 22. September 2013 kandidierte Thorsten Hoffmann im Wahlkreis Dortmund I (142) um ein Direktmandat. Er erhielt mit 30,7 Prozent der Stimmen das bisher beste Ergebnis eines CDU-Kandidaten in diesem Wahlkreis. Nach dem Ausscheiden von Ronald Pofalla aus dem Parlament zum 31. Dezember 2014 rückte Hoffmann zum 1. Januar 2015 über die nordrhein-westfälische Landesliste der CDU in den Bundestag nach. Bei der Bundestagswahl 2017 verfehlte Hoffmann, der nur einen der hinteren Plätze auf der Landesliste der CDU belegte, die Direktwahl mit 28,6 Prozent der Erststimmen und schied aus dem Bundestag aus.

## Abgeordneter
Hoffmann gehörte im Deutschen Bundestag dem Innenausschuss als ordentliches, und dem 2. NSU-Untersuchungsausschuss sowie dem Petitionsausschuss als stellvertretendes Mitglied an. Er war Mitglied der Arbeitsgruppe Innen, der Arbeitnehmergruppe, der Arbeitsgruppe Kommunalpolitik und der Arbeitsgruppe Ruhrgebiet.
Er zählt zu den 75 Unionsabgeordneten – 68 von der CDU (26,9 % aller CDU-Abgeordneten) und 7 von der CSU (12,5 % aller CSU-Abgeordneten) – die im Ende Juni 2017 für die Gleichgeschlechtliche Ehe gestimmt haben.
Anfang 2017 geriet Hoffmann in die Medien, weil er auf eine Fake-News-Meldung zur Silvesternacht in Dortmund hereingefallen war. Per Pressemitteilung verbreitete er die Falschmeldung weiter.